# Nick Sörensen
Nick Sörensen (* 23. Oktober 1994 in Holbæk) ist ein ehemaliger schwedisch-dänischer Eishockeyspieler, der im Verlauf seiner aktiven Karriere zwischen 2010 und 2020 unter anderem 166 Spiele für den Skellefteå AIK, Linköping HC und Rögle BK in der Svenska Hockeyligan (SHL) auf der Position des rechten Flügelstürmers bestritten hat. Darüber hinaus absolvierte Sörensen fünf Partien für die Anaheim Ducks in der National Hockey League (NHL).

## Karriere
Nick Sörensen stammt aus dem Nachwuchsbereich der Malmö IF, ehe er im Sommer 2009 zum Rögle BK wechselte. Während der Saison 2010/11 gab Sörensen im Alter von 16 Jahren sein Profidebüt in der Herrenmannschaft des Vereins in der zweitklassigen HockeyAllsvenskan. Danach wechselte er nach Kanada, wo er zuvor im CHL Import Draft 2011 von den Remparts de Québec an der 20. Position gezogen worden war. Ab der Spielzeit 2011/12 spielte er für das Team in der Juniorenliga Ligue de hockey junior majeur du Québec (LHJMQ) spielte. In seiner ersten Saison für die Remparts verletzte er sich am achten Spieltag am Knie, so dass er den Rest der Saison ausfiel. In den folgenden zwei Jahren konnte sich der Schwede als offensivstarker Angreifer bei den Remparts etablieren und wurde daraufhin im Sommer 2014 von den Anaheim Ducks aus der National Hockey League (NHL) unter Vertrag genommen, die ihn im NHL Entry Draft 2013 in der zweiten Runde an 45. Stelle ausgewählt hatten.
Für die Saison 2014/15 verliehen die Ducks Sörensen zunächst an den Skellefteå AIK in die Svenska Hockeyligan (SHL), der höchsten Spielklasse Schwedens. Auch in der folgenden Spielzeit entschied er sich – weiterhin auf Leihbasis – in Schweden zu bleiben und wechselte zum Linköping HC. Zur Spielzeit 2016/17 schaffte er schließlich den Sprung in den NHL-Kader Anaheims, wurde jedoch nach wenigen Spielen an deren Farmteam, die San Diego Gulls, abgegeben. Nach einem Jahr in den nordamerikanischen Profiligen kehrte Sörensen im Mai 2017 zum Linköping HC zurück und unterzeichnete dort einen Zweijahresvertrag. Nachdem der Vertrag bereits im November 2018 um drei Jahre verlängert worden war, verließ Sörensen den Klub nicht einmal ein Jahr später, als er im September 2019 zu seinem Ausbildungsverein nach Rögle zurückkehrte, der mittlerweile auch in die SHL aufgestiegen war. In Rögle beendete der Angreifer die Saison 2019/20 und trat danach nicht mehr im professionellen Eishockey in Erscheinung, ehe der 26-Jährige im April 2021 das Ende seiner aktiven Karriere verkündete.

### International
Sörensen vertrat sein Heimatland bei den U20-Junioren-Weltmeisterschaften der Jahre 2013 und 2014. Bei beiden Austragungen gewann der Stürmer mit der schwedischen U20-Auswahl die Silbermedaille. Dabei sammelte er in insgesamt 13 WM-Spielen sechs Scorerpunkte. Sein Debüt in der schwedischen A-Nationalmannschaft feierte er im Verlauf der Saison 2015/16.

## Erfolge und Auszeichnungen
- 2013 Silbermedaille bei der U20-Junioren-Weltmeisterschaft
- 2013 Teilnahme am CHL Top Prospects Game
- 2014 Silbermedaille bei der U20-Junioren-Weltmeisterschaft
- 2015 Schwedischer Vizemeister mit dem Linköping HC

## Karrierestatistik

### International
Vertrat Schweden bei:
- U20-Weltmeisterschaft 2013
- U20-Weltmeisterschaft 2014

(Legende zur Spielerstatistik: Sp oder GP = absolvierte Spiele; T oder G = erzielte Tore; V oder A = erzielte Assists; Pkt oder Pts = erzielte Scorerpunkte; SM oder PIM = erhaltene Strafminuten; +/− = Plus/Minus-Bilanz; PP = erzielte Überzahltore; SH = erzielte Unterzahltore; GW = erzielte Siegtore; 1 Play-downs/Relegation; Kursiv: Statistik nicht vollständig)